# Zscaler
Zscaler, lançado em 4 de agosto de 2008, fornece uma serviço de segurança nas nuvens para o tráfego web. As ofertas de serviços SaaS oferecem proteção contra malware e aplicam políticas para o tráfego web de saída. A empresa foi fundada por Jay Chaudhry, um veterano da indústria de segurança e Kailash K., arquiteto e ex-chefe de NetScaler. Antes de Zscaler, Jay Chaudhry fundou e financiou várias empresas de sucesso, incluindo a CipherTrust, a AirDefense, a CoreHarbor, a Air2Web e a SecureIT. A empresa compete com serviços similares oferecidos pela Blue Coat Systems, MessageLabs, ScanSafe, Webroot e Websense.